# Christine Guldbrandsen
Christine Guldbrandsen (Bergen, Noruega 1985) é uma cantora  norueguesa . Participou no Festival Eurovisão da Canção 2006 que se realizou em Atenas. Classificou-se em 14º lugar ao interpretar a canção Alvedansen, uma balada, em norueguês. Christine gravou até ao momento (2013) quatro álbuns, o último lançado em 2011.
Em 2003 recebeu o disco de ouro.

## Discografia

### Álbuns
- Surfing in the Air (2003)[1]
- Moments (2004)
- Christine  (lançado a 5 de fevereiro de 2007)
- Colors (2011)